# Timmy Thomas
Timmy Thomas (Evansville (Indiana), 13 november 1944 – Miami (Florida), 11 maart 2022) was een Amerikaanse soulzanger en toetsenist. Hij is vooral bekend van de hit Why can't we live together.

## Levensloop
Thomas werd geboren als een van twaalf kinderen van een methodistische dominee. Vader Thomas leerde al zijn kinderen pianospelen en liet ze 's zondags spelen in de kerk. Als tiener kreeg Timmy Thomas jazzlessen van Stan Kenton en ging hij studeren aan Lane College in Jackson, Tennessee. In die tijd speelde hij de begeleiding voor Donald Byrd en Cannonball Adderley en werkte hij als sessiemuzikant in Memphis.
In 1967 studeerde Thomas af en tekende hij een contract bij Goldwax Records. Dat jaar nam hij twee singletjes op: Have some boogaloo en It's my life. Niet lang daarna verhuisde hij naar Miami. Na daar een paar jaar op een hogeschool te hebben gewerkt, opende hij in 1972 zijn eigen café: Timmy's Lounge Bar. In dit jaar schreef hij het nummer Why can't we live together. De inspiratie voor dit nummer haalde hij uit alle haat en pijn in de wereld, zoals racisme en de Vietnamoorlog. Hij nam het nummer in één take op. Het nummer kenmerkt zich door de uitgeklede productie. Hij speelt zelf hammondorgel (en hammondbas) en wordt begeleid door een drumcomputer. Nadat Henry Stone van TK Records het nummer op de radio had gehoord, bood hij Thomas een contract aan, kocht hij de rechten van het nummer en bracht hij het landelijk uit. Why can't we live together haalde in het begin van 1973 de derde plaats in de Billboard Hot 100. In de Veronica Top 40 kwam het in maart tot nummer 25, in de Daverende 30 tot nummer 24 en in de BRT Top 30 tot nummer 13. De opvolger People are changin' werd weliswaar een kleine hit in Amerika, maar hij wordt toch gezien als het prototype eendagsvlieg.
Na zijn succes had zijn carrière nog een paar keer een kleine opleving. In 1982 werd in Vlaanderen Why can't we live together opnieuw uitgebracht na het succes van de cover van de Jamaicaanse dj Mike Anthony en werd een bescheiden hit. Twee jaar later schreef Thomas een vervolg op Why can't we live together, getiteld Gotta give a little love, dat werd uitgebracht door Gold Mountain Records en een kleine Amerikaanse hit werd. Anderhalf jaar later had hij nog een hitje in Engeland met New York eyes, een duet met de Zuid-Afrikaanse zangeres Nicole. In 1990 kwam Thomas met een comebackalbum met daarop onder andere een nieuwe versie van Why can't we live together. Het was echter het nummer Dying inside to hold you dat een groot succes werd in Zuidoost-Azië en Australië. In Europa en Amerika bleef dat nummer onopgemerkt.
In 1994 is Timmy Thomas gestopt met zijn muzikale carrière. Sinds 1995 geeft hij muziekles op een basisschool.
In 2015 gebruikte Drake in zijn hitsingle Hotline Bling ook samples uit Thomas' hit Why can't we live together.
Hij overleed in maart 2022 op 77-jarige leeftijd.

## Discografie

### Singles
| Single met eventuele hitnotering(en) in de Nederlandse Top 40 | Datum van verschijnen | Datum van binnenkomst | Hoogste positie | Aantal weken | Opmerkingen                 |
| ------------------------------------------------------------- | --------------------- | --------------------- | --------------- | ------------ | --------------------------- |
| Why can't we live together                                    |                       | 3-3-1973              | 25              | 7            | nr. 24 in de Single Top 100 |
| You're the song (I've always wanted to sing)                  |                       | 1-2-1975              | tip             |              |                             |

| Single met hitnotering(en) in de Vlaamse Ultratop 50 | Datum van verschijnen | Datum van binnenkomst | Hoogste positie | Aantal weken | Opmerkingen      |
| ---------------------------------------------------- | --------------------- | --------------------- | --------------- | ------------ | ---------------- |
| Why can't we live together                           |                       | 1973                  | 13              |              | in de BRT Top 30 |
| Why can't we live together                           |                       | 1982                  | 26              |              | in de BRT Top 30 |

### NPO Radio 2 Top 2000
Van Timmy Thomas stond alleen Why Can't We Live Together in 1999 in de NPO Radio 2 Top 2000, op plek 1853.
- Bibsys: 43610
- Bibliothèque nationale de France: cb13974780z (data)
- Gemeinsame Normdatei: 134539192
- International Standard Name Identifier: 0000 0000 5515 2600
- Library of Congress Control Number: n94034138
- MusicBrainz: 7e092d19-6726-4b9a-a879-157065833481
- Nationale bibliotheek van Australië: 63879638
- Nationale en Universitaire bibliotheek Zagreb: 000065144
- Trove: 1771109
- Virtual International Authority File: 204509
- WorldCat: E39PBJfh3gjP7GRKdgtVFJJCcP